# Dalainuori
Dalainuori (kinesiska: 达来诺日, 达来诺日镇) är en köping i Kina. Den ligger i den autonoma regionen Inre Mongoliet, i den norra delen av landet, omkring 520 kilometer nordost om regionhuvudstaden Hohhot. Antalet invånare är 4892. Befolkningen består av 2 443 kvinnor och 2 449 män. Barn under 15 år utgör 13,0 %, vuxna 15-64 år 81 %, och äldre över 65 år 5,0 %.
Genomsnittlig årsnederbörd är 549 millimeter. Den regnigaste månaden är juni, med i genomsnitt 149 mm nederbörd, och den torraste är februari, med 4 mm nederbörd.